# Effet de premier passage
Pour les articles homonymes, voir EPP.

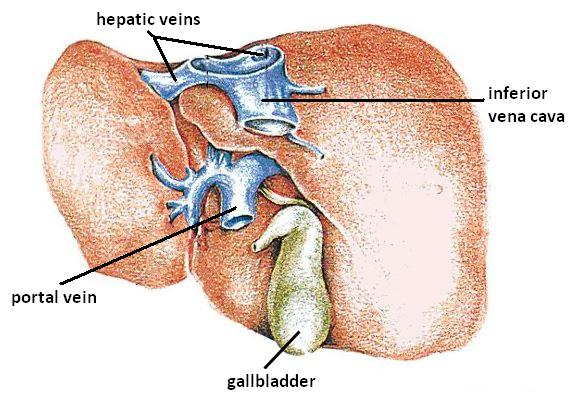
Veines hépatiques

L’effet de premier passage (EPP) ou "élimination pré-systémique" est le phénomène de métabolisation d'un médicament par l'organisme, qui conduit à diminuer la fraction de substance active à atteindre la circulation sanguine générale et donc le site d’action au niveau des organes. 

## Pharmacocinétique
La pharmacocinétique désigne l'étude du devenir dans l'organisme d'une substance active contenue dans un médicament. Elle comprend quatre phases : absorption, distribution, élimination (métabolisme et excrétion sous forme inchangée) de la substance active (symbolisé par le sigle ADME).
Chronologiquement, la première phase est l'absorption, qui correspond au passage du médicament jusqu'à la circulation systémique. Un des facteurs limitant cette absorption est la métabolisation (c'est-à-dire la destruction par des enzymes, des bactéries, ...) de la substance active avant que celle-ci atteigne son site d'action via la circulation sanguine générale. On parle alors d'effet de premier passage, et on en compte de trois types : le premier passage digestif, le premier passage hépatique et le premier passage pulmonaire. Cet effet de premier passage dépend entre autres de l'alimentation, des interactions médicamenteuses, de l'âge, de la grossesse et du polymorphisme génétique.

## Effet de premier passage digestif
Pour un médicament administré par voie orale, la substance active doit être absorbée au niveau intestinal. Une première métabolisation peut se produire à ce stade. 

## Effet de premier passage hépatique
Lors de la prise orale d'un médicament, suivie d'une absorption gastro-intestinale, la substance active est d'abord transportée par la veine porte vers le foie avant d'atteindre la circulation systémique. Le foie est le site principal de métabolisation de l'organisme, du fait des nombreuses enzymes qui s'y trouvent, l'effet de premier passage hépatique est donc souvent le plus important quantitativement. Exemple de médicaments subissant un effet de premier passage hépatique : la morphine, l'aspirine et la lidocaïne. 

## Effet de premier passage pulmonaire
La fraction de principe actif qui ressort du foie se rend ensuite dans le cœur via la veine cave, puis le sang emprunte l'artère pulmonaire. Durant le passage par les poumons, il peut y avoir également une métabolisation. 

## Produits
L'importance de chaque effet de premier passage est différente selon les caractéristiques physico-chimiques et biologiques de la substance en question.

Par exemple, l'imipramine subit un effet de premier passage hépatique important.

## Voies d'administration
L'effet de premier passage est fortement dépendant de la voie d'administration utilisée, puisque celle-ci détermine les sites de métabolisation que le médicament devra traverser.
Ainsi, l'organisation du système vasculaire permet d'éviter en grande partie l'effet de premier passage hépatique en cas d'administration par suppositoire (voie rectale) : un tiers seulement du sang circulant dans les veines rectales passe par le foie avant d'atteindre la circulation générale. Ce premier passage est totalement évité par administration sub-linguale (médicament à faire fondre sous la langue) : la substance active est absorbée et déversée dans les veines jugulaires, aboutissant rapidement dans la circulation générale via l'aorte, après un premier passage pulmonaire uniquement. Cette caractéristique fait une grande partie de l'intérêt de ces modes d'administration en cas d'urgence relative (un quart d'heure à une demi-heure de délai d'action). La voie inhalée et la voie transdermique évitent aussi en partie l'effet de premier passage hépatique.
L'administration d'un principe actif par injection intraveineuse permet un passage direct dans la circulation, limitant ainsi les effets de premier passage à la seule métabolisation pulmonaire. Ceci en fait la voie d'administration privilégiée dans les cas d'urgence.